# チャールズ・オヘイガン
チャールズ・オヘイガン（Charles O'Hagan、1881年7月28日 - 1931年7月1日）は、アイルランド・バンクラーナ出身の元同国代表サッカー選手、元サッカー指導者。ポジションはフォワード。
スコットランドのサッカークラブ、アバディーンFC史上初のナショナルチーム出場選手。現役を引退後は短期間ながらサッカー指導者としてサッカーに携わり、ノリッジ・シティFCとスペインのセビージャFCをそれぞれ約1年間指揮した。
前者のノリッジ・シティでは、クラブ創設以降6人目の監督として21試合を戦い、4勝8分け9敗の成績を残した。一方、後者のセビージャでは、クラブ史上初の外国人監督として、そして当時最先端の戦術を披露していたイギリスからの監督ということで、タイトル獲得を期待されたが、州リーグではリーグ3位に終った。コパ・デル・レイでもレアル・ウニオンに敗戦してベスト8で大会を終えた。結果、セビージャは無冠のシーズンを送ることになったため、オヘイガンは解任された。
1931年、アメリカ合衆国のマンハッタンにて49歳で死去。死因は不明である。